# فيليب مورو
فيليب مورو (مواليد 12 أبريل 1939 - توفي يوم 15 ديسمبر 2018)، هو سياسي بلجيكي وعمدة في بروكسل ترأس سينت-يانس-مولينبيك، وكان استاذًا للتاريخ الاقتصادي في جامعة بروكسل الحرة ووزير العـدل الأسبق المثير للجدل بأطروحاته القانونية. وكان أحد الوجوه السياسية المحنكة المعروفة بدولة بلجيكا. ترأس بلدية «مولنبيك» على مدى عقدين من الزمن، قبل أن تتولى ابنته عمودية نفس البلدية عُرف عنه مناصرته للقضايا الإنسانية، بحيث أخرج قانوناً يحارب العنصرية، لمَّا كان هناك تصاعد في المد اليميني ضد المهاجرين ببلجيكا، وقد عرف هذا القانون باسمه: قانون مورو.

## وفاته
تُوفي صباح يوم السبت 15 ديسمبر 2018 بعد مرض عضال ألم به.

## وصلات خارجية
- وفاة رئيس بلدية مولنبيك «فيليب مورو» السياسي الذي أحبه المغاربة لمناصرته قضايا المهاجرين ببلجيكا